# Henry Yates Thompson
Henry Yates Thompson (15 december 1838 - 8 juli 1928) was een Britse kranteneigenaar en een verzamelaar van verluchte handschriften.

## Biografie
Henry was de oudste van vijf zonen van Samuel Henry Thompson, een bankier, en Elizabeth Yates, de oudste dochter van Joseph Brooks Yates, een handelaar en antiquair uit de Caraïben.
Hij kreeg zijn opleiding op Harrow School in Harrow en daarna aan het  Trinity College in Cambridge, waar hij de Porson-prijs voor Griekse poëzie won.
Yates Thompson werd uitgenodigd om pleiter te worden aan de Lincoln's Inn, maar hij zou nooit pleiten. Hij ging liever reizen en bezocht Europa en de Verenigde Staten. Daar was hij getuige van de Tweede slag bij Chattanooga tijdens de Amerikaanse Burgeroorlog.
Daarna werd hij privésecretaris van John Spencer, 5e Graaf Spencer, de Lord Lieutenant van Ierland, van 1868 tot 1873. In 1865 was hij kandidaat voor de Liberal Party bij de algemene verkiezingen voor het Lagerhuis, maar hij werd niet verkozen. Ook in 1868 en 1881 zou hij nog een poging wagen, maar zonder succes.

## Uitgever van dePall Mall Gazette
In 1878 trad hij in het huwelijk met Elizabeth Smith, de oudste dochter van de uitgever George Smith. Zijn schoonvader deed hem de Pall Mall Gazette cadeau. Waar dit voordien een krant was met een conservatief imago, zou Thompson het transformeren tot een blad dat aanleunde bij de liberale standpunten. Eerst deed hij beroep op John Morley en daarna op diens assistent W.T. Stead, om het blad uit te geven. Hij steunde Stead in de campagne tegen kinderprostitutie in de krant gevoerd onder de naam "The Maiden Tribute of Modern Babylon" in 1885. Deze campagne was een hoogtepunt in de victoriaanse journalistiek en leidde tot de Criminal Law Amendment Act van 1885, die de age of consent (zeg maar de seksuele meerderjarigheid) van 13 naar 16 jaar bracht. Ondanks dit succes was Yates Thompson niet geïnteresseerd in zijn krant en verkocht hem uiteindelijk voor £ 50.000 aan William Waldorf Astor in 1892.

## Handschriftenverzamelaar
De verkoop van de Gazette liet hem toe meer tijd te besteden aan zijn ware passie, het verzamelen van handschriften. Van zijn grootvader Joseph Brooks Yates had hij in 1855 een tiental  middeleeuwse handschriften geërfd. Twintig jaar later, in 1879, kocht hij een eerste werk, maar vanaf het begin van het laatste decennium van de 19e eeuw begon hij actief zijn verzameling uit te breiden. Hij werd hierbij geholpen door het feit dat in die periode een aantal grote collecties verkocht werden, onder meer de bibliotheken van Sir Thomas Phillipps, Firmin Didot, John Ruskin, en van Bertram Ashburnham, vijfde graaf van Ashburnham.

### De opbouw van de verzameling
In 1893 koopt hij de Fécamp Bijbel en in 1894 de Dunois getijden. De Ottenbeuren Collectar volgt in 1895 en in 1896 koopt hij het Breviarium van Reynaud de Bar. De Tilliot getijden een werk van Jean Poyet wiens werk toen minder geapprecieerd werd koopt hij in 1895; hiermee toont hij aan dat hij een kenner is.
Met de aankoop in 1897 van de circa 210 handschriften in de appendix van de bibliotheek van de 4e graaf van Ashburnham legt hij het fundament van zijn verzameling. Hij betaalde £ 30.000 voor het geheel, op de Lindau Gospels na, die werden apart verkocht aan John Pierpont Morgan. Onmiddellijk daarna begint hij de aangekochte werken te onderzoeken om te bepalen wat hij voor zich zal houden en welke werken hij terug zal verkopen. Zijn doel was een beperkte verzameling te bezitten van een honderdtal werken, maar van de hoogste kwaliteit. Hij zegt hier zelf over:
My plan has been never to buy any additional volume unless it was decidedly superior in value and interest to at least one of my original hundred, and upon its acquisition pitilessly to discard the least fascinating of the said hundred. (Descriptive Catalogue, 1907, p.iii)
Thompson was vooral geïnteresseerd in de verluchting, maar ook in de herkomst van zijn boeken. Handschriften die in handen waren geweest van illustere persoonlijkheden of adellijke bezitters hadden zijn bijzondere interesse. Hij beschreef zijn collectie in een serie van vier catalogi die hij voor privaat gebruik liet drukken. Bij de catalogi hoorden zeven volumes met afbeeldingen samengesteld door bekende experten zoals M.R. James, S.C. Cockerell, Edward Maunde Thompson, and George F. Warner.

### De afbouw van zijn verzameling
In 1906 gaf hij zijn volume van Les Antiqutès judaïques (toen toegeschreven aan Jean Fouquet) als geschenk aan het Franse volk zodat het kon verenigd worden met het andere volume dat al in het bezit was van de Bibliothèque nationale de France. Hij kreeg hiervoor het Legioen van Eer.
Toen hij de finale cataloog van zijn verzameling, met de lijst van de uiteindelijke honderd en de lijst van de verwijderde werken, in 1912 publiceerde had Thompson last met zijn gezichtsvermogen. Hij besloot om zijn collectie te laten veilen. Zijn echtgenote en verschillende van zijn goede vrienden waren hierdoor geschokt.
Zijn vrouw had hem gedurende 25 jaar bij de opbouw van de collectie bijgestaan en geholpen. Ook Cockerell en James smeekten hem van zijn plannen af te zien maar Thompson was onvermurwbaar. Hij deed wel een kleine toegeving en schonk in 1918 zijn "Pontificaal van Metz" aan het Fitzwilliam Museum in Cambridge en het "Psalter van St. Omer" aan het British Museum.
Er werden twee veilingen gehouden, de eerste op 3 juni 1919 en een tweede op 23 maart 1920, beide met groot succes. De volgende veiling op 22 juni 1921 was dat veel minder, gezien de verslechterde economische toestand. Thompson was ondertussen ook geopereerd aan de ogen zodat hij zijn boeken terug kon inkijken. De rest van de bibliotheek ontsnapte daardoor en werd niet meer verkocht, Thompson kocht zelfs enkele boeken terug en deed nog nieuwe aankopen.
Thompson stierf in Londen in 1928. Bij de dood van zijn echtgenote in 1941 werden de resterende 46 handschriften aan de British Library geschonken.

## Catalogi en illustraties

### Catalogi
- A Descriptive Catalogue of Fifty Manuscripts from the Collection of Henry Yates Thompson (Cambridge, 1898).
- A Descriptive Catalogue of the Second Series of Fifty Manuscripts (Nos. 51 to 100) in the Collection of Henry Yates Thompson (Cambridge, 1902).
- A Descriptive Catalogue of Twenty Illuminated Manuscripts, Nos. LXXV to XVIV (Replacing Twenty Discarded from the Original Hundred) in the Collection of Henry Yates Thompson (3rd series, Cambridge, 1907).
- A Descriptive Catalogue of Fourteen Illuminated Manuscripts (Nos.XCV to CVII and 79A) Completing the Hundred in the Library of Henry Yates Thompson (Cambridge, 1912).

### Illustraties
- Illustrations of one hundred manuscripts in the Library of H. Y. Thompson. Volume 1, containing forty-eight plates illustrating ten French MSS. from the XIth to the XVIth centuries (London, 1907).
- Illustrations from one hundred manuscripts in the Library of H. Y. Thompson. [Second series.] Containing fifty plates illustrating ten Italian MSS. from the XIth to the XVIth centuries (London, 1908).
- Illustrations from one hundred Manuscripts in the Library of Henry Yates Thompson. [Third series.] Consisting of sixty-nine plates illustrating ten MSS. of various countries from the IXth to the XVIth centuries (London, 1912).
- Illustrations from One Hundred Manuscripts in the Library of H. Y. Thompson. [Fourth series.] Consisting of eighty-two plates illustrating sixteen MSS. of English origin from the XIIth to the XVth centuries (London, 1914).
- Illustrations from one hundred Manuscripts in the library of H. Y. Thompson. [Fifth series.] Consisting of ninety plates illustrating sixteen MSS., each of which belonged to some individual of note in France or Italy in the XIVth or XVth century (London, 1915).
- Illustrations from one hundred Manuscripts in the library of H. Y. Thompson. [Sixth series.] Consisting of ninety plates illustrating seventeen MSS. with dates ranging from the XIIIth to the XVIth century (London, 1916).
- Illustrations from One Hundred Manuscripts in the Library of H. Y. Thompson. The seventh and last volume, with plates from the remaining twenty-two MSS (London, 1918).